# Palazzo Brunelleschi Arrigucci
Il palazzo Brunelleschi Arrigucci era un edificio civile del centro storico di Firenze, situato in piazza dei Brunelleschi angolo via del Refe Nero e vicolo degli Arrigucci. Fu demolito durante il Risanamento (1891 circa) e al suo posto sorge oggi il palazzo Pola e Todescan.

## Storia e descrizione
La famiglia Brunelleschi di Petraia ebbe possedimenti in questa zona almeno dalla metà del Duecento, tanto che la piazzetta, su cui si affacciava anche la chiesa di San Leo, venne detta appunto "dei Brunelleschi", e solo in tempi più recenti veniva anche chiamata "dei Piselli" o "dei Marroni", dal commercio che vi si estendeva dal non lontano Mercato Vecchio e che si concentrava in primavera e in autunno, con appunto rispettivamente i piselli e le castagne. In particolare si ricordano due torri di questa famiglia, una in questo sito e una sul lato opposto della piazza, a est.  Quest'ultima, con la sua loggia, fu però inglobata nel recinto prima del Gran Postribolo (1328) e successivamente del Ghetto (1571), presso quella che fu poi detta "corte del Macello. Nel 1427 la maggior parte delle case sulla piazza apparteneva ancora ai Brunelleschi, ma dopo l'estinzione a metà del Cinquecento le loro proprietà passarono ai figli di Ludovico Boni. Il palazzo sulla piazza passò poi in epoca imprecisata agli Arrigucci. 
Alcune foto e disegni di poco prima le demolizioni mostrano un lato del palazzo che si affacciava sulla piazza in angolo con via del Refe Nero (oggi via del Campidoglio), staccato dalla chiesa di San Leo (nel frattempo sconsacrata e ridotta a civile abitazione) tramite il vicolo degli Arrigucci, che arrivava originariamente fino via dei Pecori (a quel tempo detta via della Vacca o via dei Boni). Il piano terra mostrava un aspetto trecentesco, con il paramento murario fatto di grandi conci di pietra irregolari, piccole finestre rettangolari e un portone ad arco, profilato con doppia ghiera con chiavi di volta appuntite. I piani superiori avevano un aspetto cinquecentesco o posteriore: oltre i marcadavanzali, erano intonacati, con finestre rettangolari sormontate da archi in pietra a vista. 
Sulla cantonata principale del palazzo si trovava un tabernacolo in pietra, contenente una Madonna col Bambino in stucco, di scuola donatellesca, ispirata alla Madonna del Solletico di Masaccio. La Madonna si trova oggi nel Museo Bardini, nella sala Fiorentina, mentre il tabernacolo venne smontato e in seguito rimontato in largo Zoli, vicino la chiesa di Santa Maria della Tosse dove ancora si trova, decorato all'interno da un mosaico moderno con la Madonna.

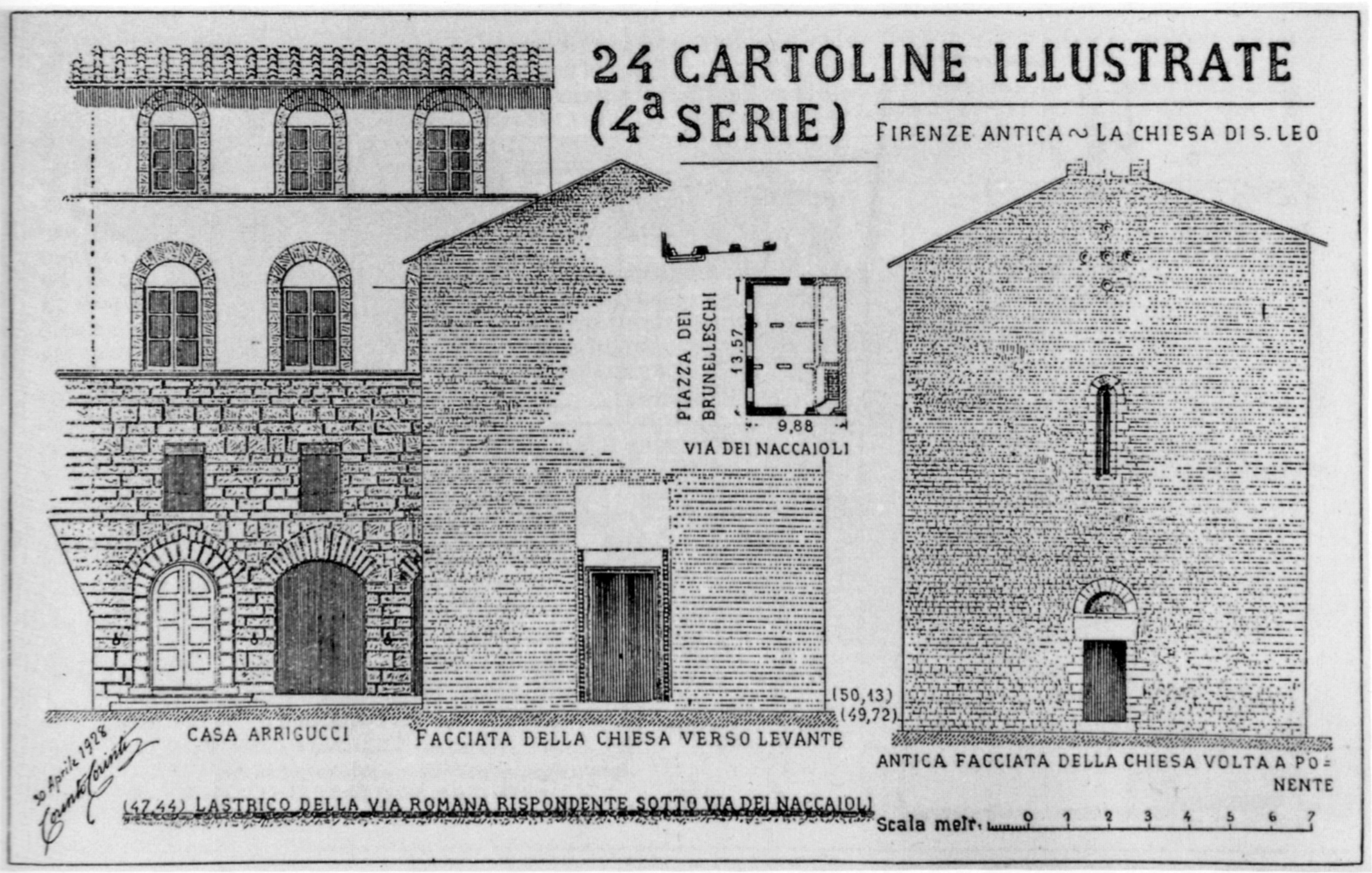
Il palazzo in una ricostruzione di Corinto Corinti
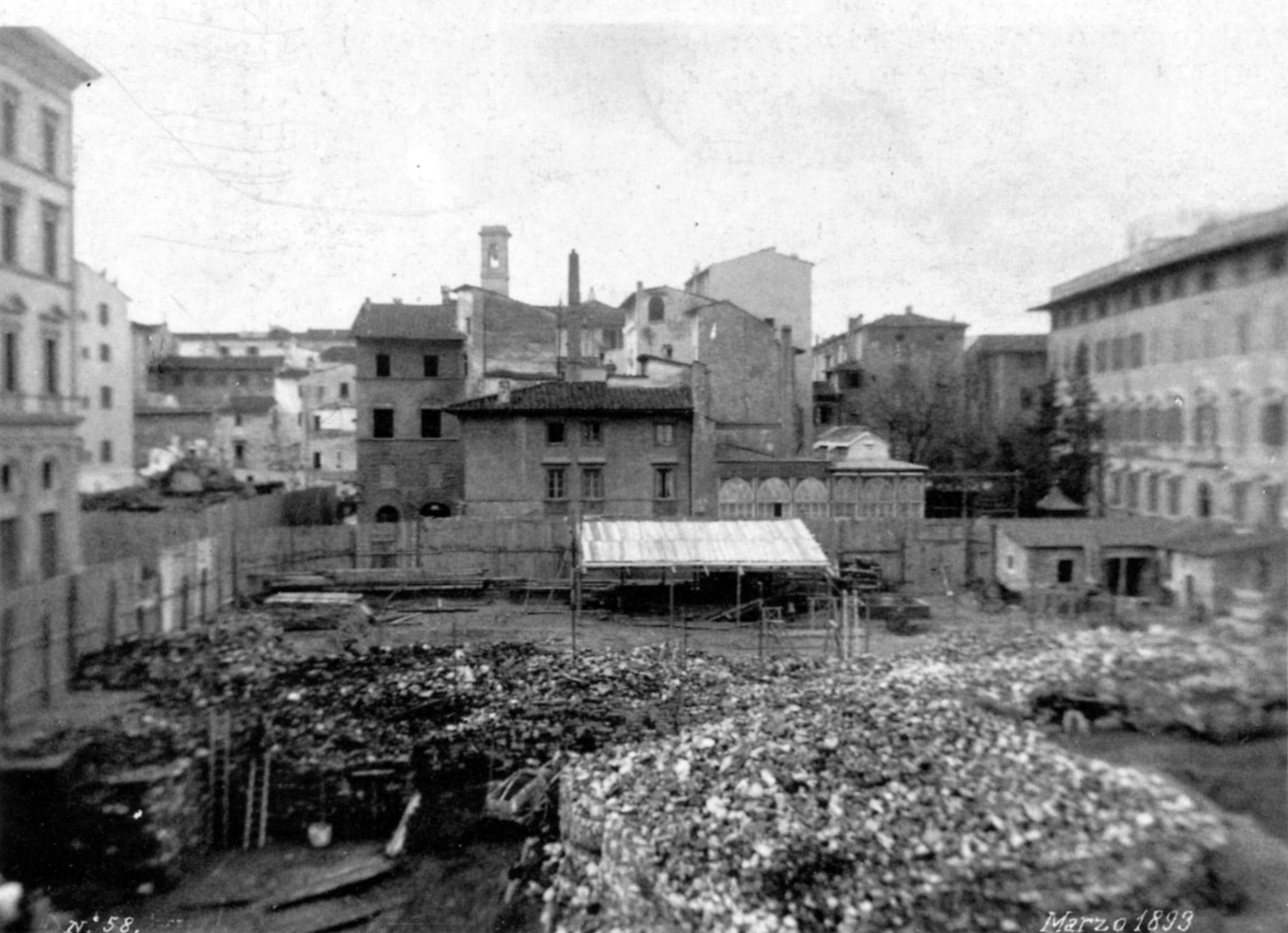
Veduta del palazzo nello sfondo a sinistra, dopo la demolizione del Ghetto
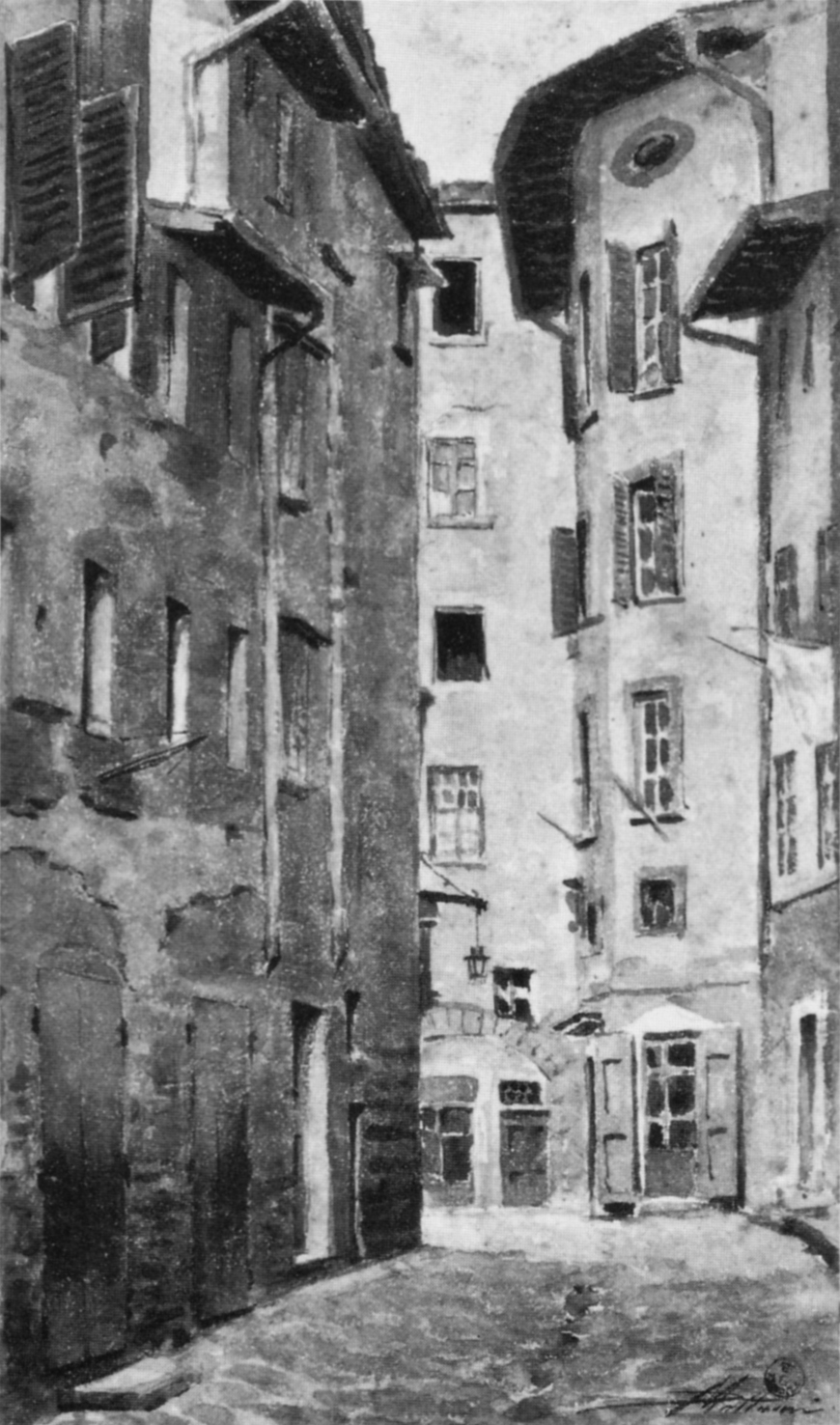
Lato del palazzo su via del Refe Nero (a sinistra)
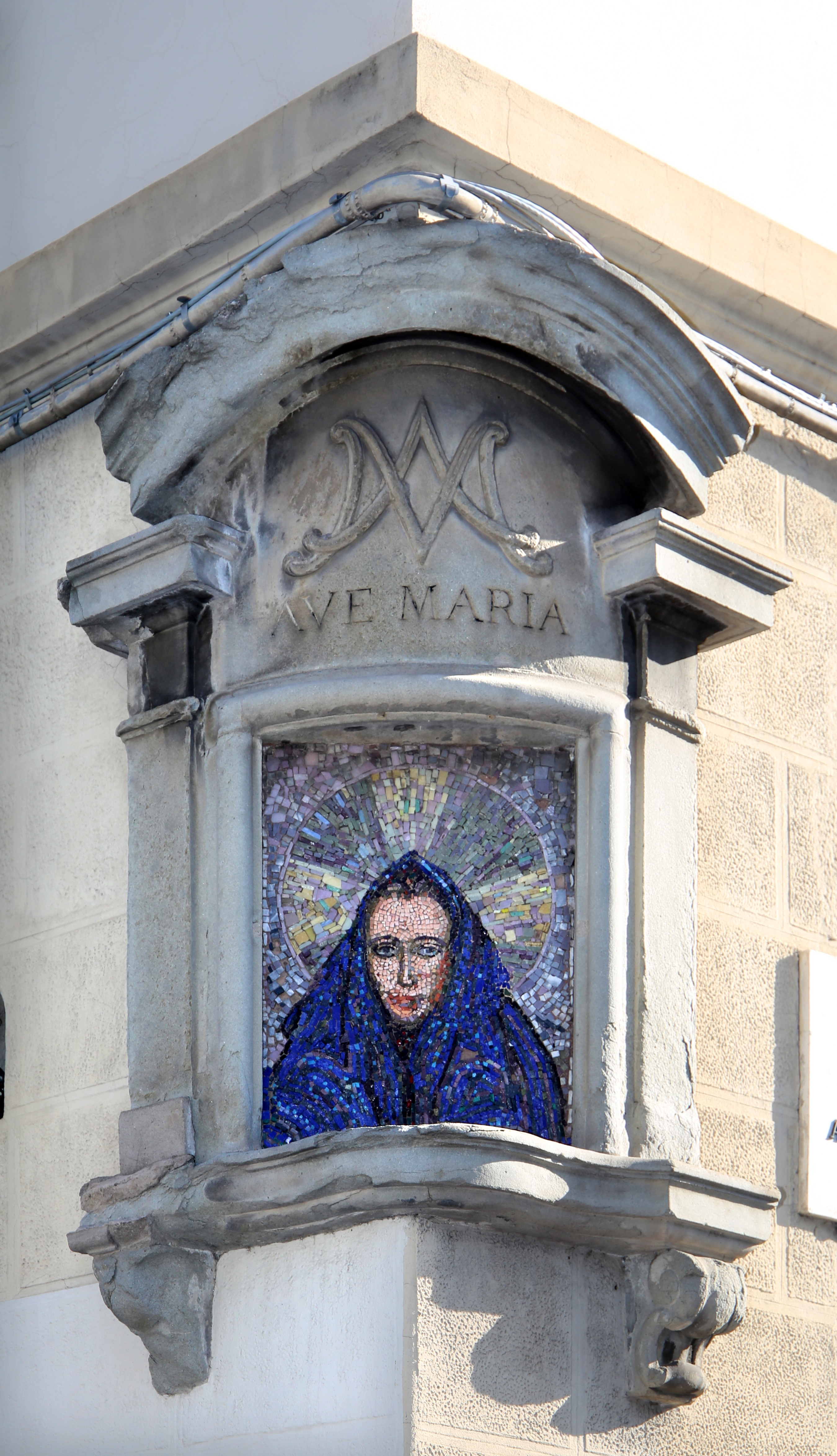
Il tabernacolo di via del Refe Nero, oggi rimontato in largo Zoli